# 季布里夫西克
51°41′25″N 26°8′40″E / 51.69028°N 26.14444°E
季布里夫西克（烏克蘭語：Дібрівськ），是烏克蘭西北部的村莊，隸屬里夫內州的瓦拉什區。該村始建於1855年，面積123.5平方公里，海拔高度148米，2025年人口2,000，人口密度每平方公里14.1人。
1. ↑  . zartg.gov.ua.   [2025-06-22] （乌克兰语）.